# Зилаева, Мария Степановна
Мария Степановна Зилаева (1921 — ?) — звеньевая виноградарского совхоза имени Молотова Министерства пищевой промышленности СССР, Анапский район Краснодарского края. Герой Социалистического Труда (26.09.1950).

## Биография
Родилась в 1921 году в городе Грозный Чеченского национального округа Горской АССР, ныне — столица Чеченской Республики. Русская.
С 1939 года трудилась рабочей в виноградарской бригаде совхоза имени Молотова Анапского района Краснодарского края.
После освобождения Кубани от немецко-фашистских захватчиков Мария Степановна участвовала в восстановлении полностью разрушенного в период оккупации совхозного хозяйства.
Позже она возглавила виноградарское звено, которое по итогам работы в 1949 году получило урожай винограда 93,7 центнера с гектара на площади 5 гектаров..
Указом Президиума Верховного Совета СССР от 26 сентября 1950 года за получение высоких урожаев винограда в 1949 году Зилаевой Марии Степановне присвоено звание Героя Социалистического Труда с вручением ордена Ленина и золотой медали «Серп и Молот».
Этим же указом ещё 19 тружеников совхоза имени Молотова были удостоены высокого звания, в том числе и директор П. В. Яворский.
В последующие годы её звено продолжало собирать высокие урожаи солнечной ягоды в совхозе имени Ленина.

## Награды
- Медаль «Серп и Молот» (26.09.1950);
- Орден Ленина (26.09.1950).
- Орден Трудового Красного Знамени (03.11.1953).
- Медаль «За трудовую доблесть»(23.08.1952)[1].
- Медаль «За трудовую доблесть»
- Медаль «В ознаменование 100-летия со дня рождения Владимира Ильича Ленина» (6 апреля 1970)
- Медаль «Ветеран труда»
- медалями ВСХВ и ВДНХ
- Нагрудный знак «Лучший садовод и виноградарь»
- и другими
- Отмечена грамотами и дипломами.

## Память

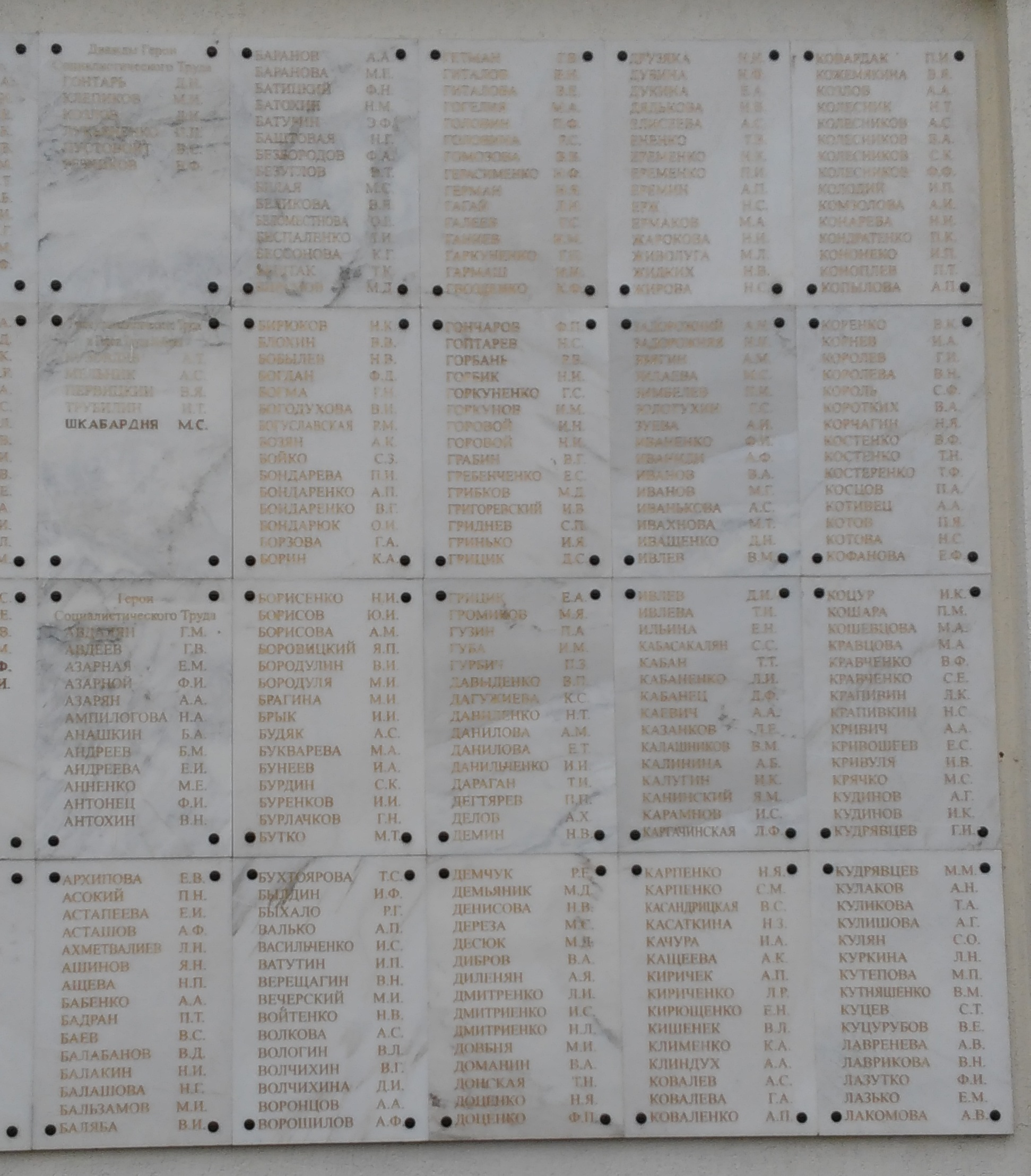
Мемориальная доска с именами Героев Социалистического Труда Кубани и Адыгеи. Краснодар 2017

- На могиле установлен надгробный памятник.
- Имя Героя золотыми буквами вписано на мемориальной доске в Краснодаре.